# Passo Mortirolo
O passo Mortirolo  com 1851 m de altitude, também conhecido como passo de la Foppa, é um passo de montanha em Itália que comunica as zonas alpinas da alta Valtellina e da alta val Camonica.
É um percurso que nunca foi muito frequentado, já que a alternativa do passo de Aprica é muito mais fácil e segura para chegar a Bormio e à parte alta de Valtellina, vindo das províncias de Brescia ou de Trento.
No final de abril de 1945 desenvolveram-se no local combates entre partisanos e tropas alemãs durante a sua retirada para a Alemanha.

## Ciclismo
Após muitos anos como estrada secundária de montanha, a situação deu uma volta a partir de 1990, quando foi incluída no Giro de Italia, por causa das encostas muito acentuadas e constantes na vertente setentrional.
A face norte, que começa em Mazzo di Valtellina, é considerada como uma das subidas mais duras da Europa e é meta de muitos amantes do ciclismo que se aventuram nesta difícil escalada.
Tem comprimento de 12,5 km para um desnível de 1300 metros. A pendente média é superior a 10% chegando em alguns locais aos 18%. Só os últimos 3–4 km apresentam pendentes mais suaves. Os melhores profissionais percorrem-no em menos de 45 minutos (por exemplo, Ivan Gotti em 43 minutos e 10 segundos no Giro de 1997.)
Em maio de 2004, quando treinava na região, o ciclista Lance Armstrong afirmou que esta era a subida mais difícil que já tinha feito.